# Clayfighter
Clayfighter är ett humoristiskt inspirerat beat 'em up-spel i Street Fighter II-stil. Spelet lanserades av Interplay till Super Nintendo 1993 och till Sega Mega Drive 1994 och har även återsläppts senare till Nintendos Virtual Console. Spelet har fått ett par uppföljare till Nintendo 64.

## Karaktärer
- "Bad Mr. Frosty" - En snögubbe.
- "Blob" - en lerfigur.
- "Blue Suede Goo" - En Elvis Presley-kopia.
- "Bonker" - En clown.
- "Helga" - En operasångerska.
- "Ickybod Clay" - Ett spöke med pumphuvud.
- "Taffy" - En godisfigur.
- "Tiny" - En muskelkille.
- "N. Boss" - Slutbossen. Namnet N. Boss är en parodi på slutbossen M. Bison i spelet Street Fighter II och termen "end boss" (engelska för slutboss).

## Uppföljare
Spelets första uppföljare var en turneringsversion med bland annat fler spellägen och om gjorda banor. Sedan kom två uppföljare Clayfighter 2: Judgment Clay och Clayfighter 63 1/3 till Nintendo 64, vilket följdes av en specialversion som bara fanns att hyra hos Blockbusters videobutiker i USA och som innehöll bonusfigurer som inte tog med i originalsläppet av 1/3. Bland dessa nya fanns Lady Liberty, High Five, Lockjaw Pooch, och Zappa Yow Yow Boyz. Flera specialattacker som figurerna hade togs bort och kombosystemet ändrades också.

## Mottagande
ClayFighter blev utnämnt till bästa Street Fighter-liknande spelet 1993 av Electronic Gaming Monthly. De tilldelade även spelet bästa ljudeffekter, och för att ha haft bäst reklam.
Spelet har 75% i betyg på Gamerankings, sammanställt från 2 recensioner.